# El acorazado Potemkin
El acorazado Potemkin (en ruso: Броненосец Потёмкин, o Bronenósets Potiomkin) es una película muda dramática e histórica de 1925 dirigida por el cineasta soviético Serguéi Eisenstein. La película reproduce el motín ocurrido en el acorazado Potemkin en 1905, cuando la tripulación se rebeló contra los oficiales de la armada zarista.
La cinta está considerada como una de las mejores de la historia del cine, una de las más estudiadas en las escuelas de cine por su técnica de montaje y una de las más influyentes de todos los tiempos. Fue nombrada como la mejor película de la historia en la Exposición General de Bruselas de 1958. El filme es de dominio público en algunas partes del mundo.

## Argumento
El acorazado Potemkin es una película basada en hechos reales del puerto de Odesa (Imperio ruso) durante la semana del 26 de junio de 1905. Los marineros del acorazado Potiomkin, hartos de malos tratos y de verse obligados a comer alimentos en mal estado, deciden sublevarse. Con muchas imágenes expresivas en forma de álbum fotográfico, El acorazado Potemkin representa la magnificación de la figura de las masas y las causas colectivas.
Estrenada en 1925, la primera década después de la Revolución rusa, constituye un rescate de la importancia del Potemkin en el proceso de la revolución fallida de 1905, antecedente de la revolución rusa de 1917.
Ese filme en cuestión está compuesto de los siguientes cinco episodios: 
- Hombres y gusanos (Люди и черви, Liudi i chervi o Liudi i červi).
- Drama en la cubierta (Драма на тендре, Drama na tendre).
- El muerto clama (Мёртвый взывает, Miortvy vzyváiet o Mjortvyj vzyvájet).
- La escalera de Odesa (Одесская лестница, Odésskaya léstnitsa u Odésskaja léstnitsa).
- Encuentro con la escuadra (Встреча с эскадрой, Vstrecha s eskadroi o Vstreča s eskadroj).

El propio Serguéi Eisenstein lo explica en el texto sobre la «Unidad orgánica y patetismo (pathos) en El acorazado Potemkin», incluido en el libro de Georges Sadoul sobre este filme:

La película está trabajada como un todo orgánico en el que cada uno de sus elementos funciona en pos de una composición que mantiene en su núcleo lo particular en función del todo. Cada una de las partes en que se puede dividir la cinta es funcional en un nivel superior de lectura, es decir, en la generalidad. Por otra parte el patetismo (pathos), con la sucesión y cambio constante en las cualidades de la acción, genera en el espectador una emoción que lo lleva a realizar mediante un proceso psicológico una reflexión intelectual de acuerdo al tema propuesto.

## Producción, estilo y contenido de la película

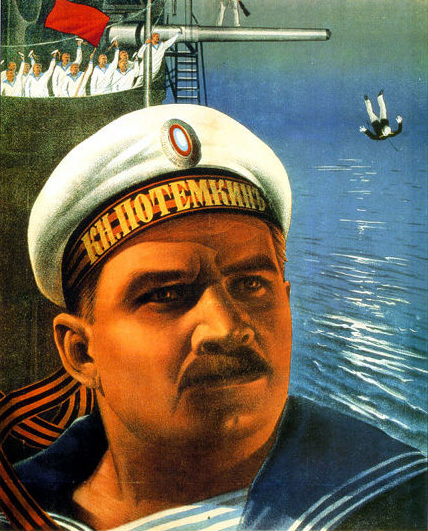
El póster alterno de la película con la imagen de Aleksandr Antónov en el papel de Grigori Vakulenchuk.

En 1925, se encargó a Eisenstein llevar a cabo esta obra para conmemorar el vigésimo aniversario de la revolución rusa de 1905.
El acorazado Potemkin significa un nuevo aporte a la narración cinematográfica en términos de lenguaje visual. Tras la genialidad de Griffith en el trabajo de escala de planos, Eisenstein observa otra función que puede realizar la cámara al inclinarla, lo que da como resultado un énfasis o una sensación distinta en lo que se relata.
Por otro lado, se trata de una película que refleja el espíritu de la época en que es realizada, y en la que todo elemento es utilizado como propaganda para la legitimación ideológica del régimen comunista, exaltando al hombre común, sobre todo al oprimido que decide romper sus cadenas.

## Divulgación, censura y restauración
Después de su estreno en la Unión Soviética, la película fue exhibida en Estados Unidos. Se exhibió en Alemania una versión con ediciones en las escenas extremadamente violentas. Una introducción de León Trotski fue omitida en las versiones soviéticas, por el enfrentamiento de este con Iósif Stalin. La película fue prohibida en Alemania (durante el régimen nazi), Gran Bretaña, España (aunque se levantó la prohibición durante la Segunda República), Francia y otros países por su contenido revolucionario. También fue prohibida en territorio soviético durante un corto período, cuando el Comintern (por razones diplomáticas) dejó de apoyar deserciones en los barcos de países capitalistas.
En 2004, se terminó la restauración de la película, que está disponible en DVD. Muchas escenas violentas excluidas y la introducción de León Trotski fueron restauradas, y las traducciones desde el ruso no tienen la retórica revolucionaria del idioma original.

## Música
La música fue escrita originalmente por Edmund Meisel en un período de 12 días debido a una tardía aprobación por causa de la censura impuesta, lo que se reflejó en largas repeticiones de diversas partes de la composición a fin de completar la obra para una orquesta de salón compuesta por flauta, trompeta, trombón, percusiones y cuerdas. Mark-Andreas Schlingensiepen depuró la obra para el piano en la versión actual del filme.
En la versión en formato de DVD, la trama es acompañada con piezas de música clásica de compositores tales como Dmitri Shostakóvich y Nikolái Kriúkov. En un intento de hacer el filme más acorde con el siglo XXI, los integrantes del grupo Pet Shop Boys compusieron una nueva pista de audio en 2004, acompañada por la Orquesta Sinfónica de Dresde. La música fue ejecutada en septiembre de 2004 al aire libre en un concierto en el Trafalgar Square de Londres y lanzada como Battleship Potemkin en 2005. La Cineteca de Bolonia ha publicado un DVD de esta película con la nueva banda sonora (en sonido sorround 5.1 y en estéreo) realizada por el ensamble musical Edison Studio en 2017.

## Escena de la escalera de Odesa
Una de las escenas más famosas en la historia del cine pertenece a esta película. Se trata de la escena de la escalera de Odesa, cuando los soldados disparan contra el pueblo inocente y los cosacos cargan a sablazos. En ese momento, una madre es alcanzada por una bala mientras corre con un coche de bebé, que rueda escaleras abajo al morir la madre. Otra mujer lleva en brazos a su hijo muerto por los disparos y se enfrenta a los soldados.
Si bien existieron varias manifestaciones y represión contra los manifestantes en Odesa, la matanza es una ficción creada por Eisenstein contra el zar. El crítico de cine Roger Ebert escribió «no existió la masacre zarista en las escaleras de Odesa... es irónico que Eisenstein lo haya hecho tan bien que en la actualidad muchos creen que en realidad ocurrió» para acabar con el apoyo a los rebeldes. 
Esta escena ha sido homenajeada por directores famosos, como Francis Ford Coppola en El padrino, Brian De Palma en Los intocables, Woody Allen en Bananas, Terry Gilliam en Brazil, Peter Segal en Naked Gun 33⅓: The Final Insult, e incluso en Los Simpson en dos situaciones, una con Homer rescatando al bebé y otra, con una estética igual a la de la película, con Lisa lanzando a Maggie.

Fotogramas de la escena de las escaleras de Odesa
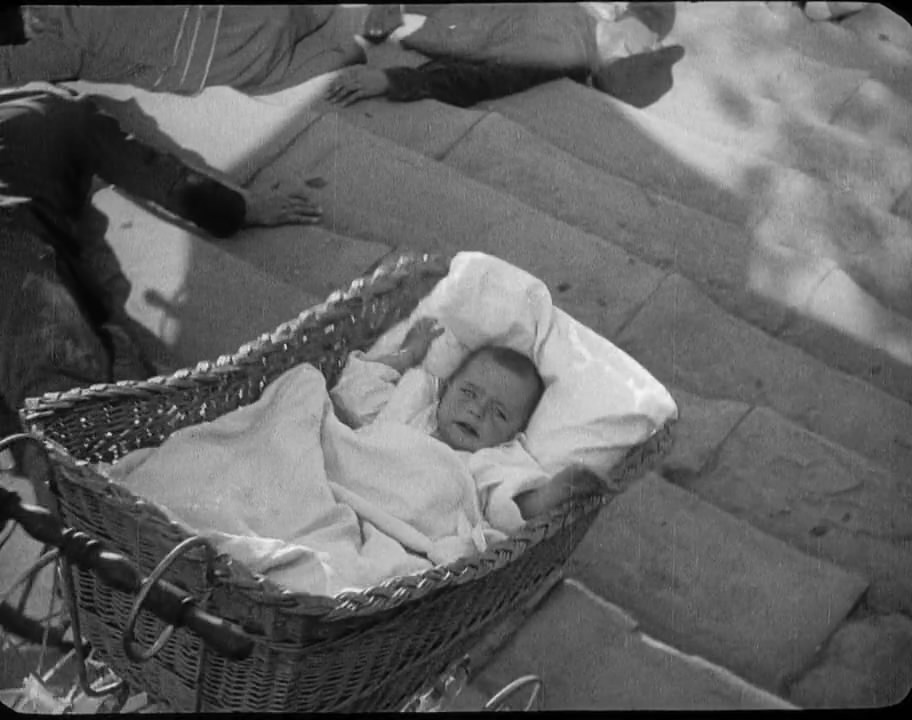
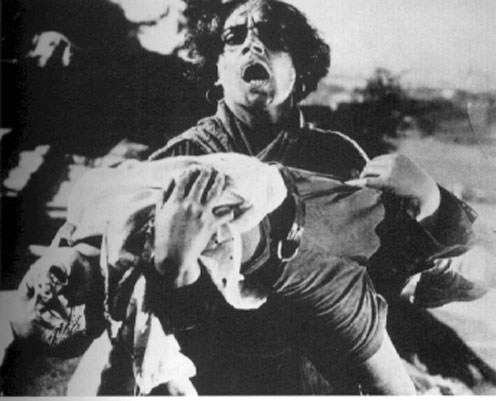
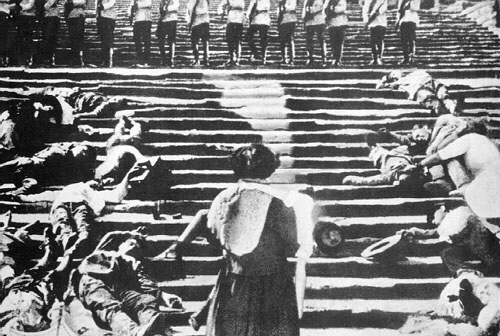
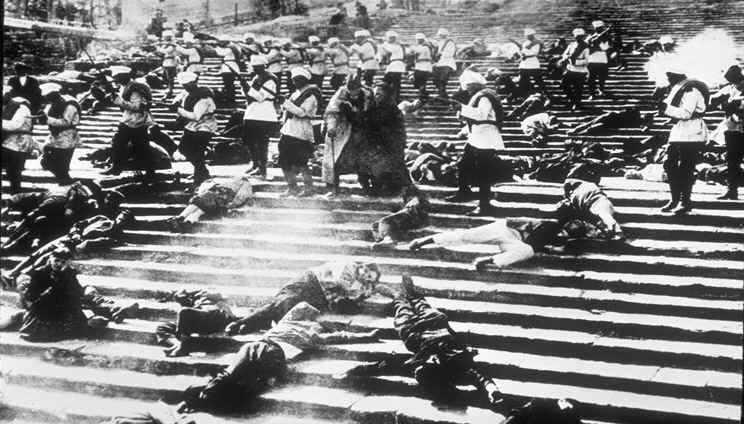
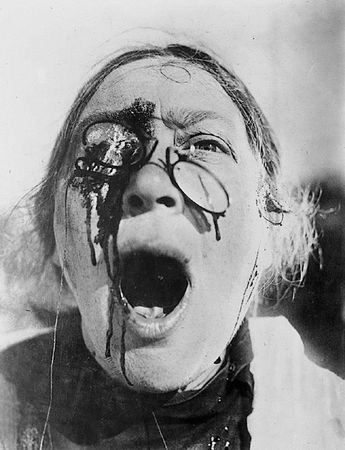